# Kira Rudyková
Kira Oleksandrivna Rudyková (ukrajinsky Кіра Рудик; 14. října 1985) je ukrajinská politička, současná předsedkyně politické strany Hlas a od roku 2019 poslankyně ukrajinského parlamentu.

## Životopis
Narodila se 14. října 1985 v Užhorodě, v roce 2008 absolvovala Fakultu informatiky Kyjevsko-mohyljanské akademie, obor informační řídicí systémy a technologie. Pracovala v několika IT společnostech na Ukrajině a ve Spojených státech, kde se z testerky vypracovala na vrcholovou manažerku.
V roce 2005 zahájila svou kariéru v IT jako testerka softwaru ve společnosti Software MacKiev a v roce 2010 přešla do vedoucích funkcí ve společnostech MiMedia (2010-2013, Rudyk pracovala 8 měsíců v USA) a TechTeamLabs (2013-2016).
V roce 2016 se stala provozní ředitelkou společnosti Ring Ukraine, v roce 2018 Rudyk působila jako provozní ředitelka společnosti Ring Ukraine, divize společnosti Ring Inc. koupené společností Amazon.
Rudyk se zúčastnila ukrajinských parlamentních voleb v roce 2019 a byla zvolena poslankyní, ve volbách se umístila na třetím místě volební kandidátní listiny strany Hlas. Poté, co 12. března 2020 odstoupil z čela Hlasu Svjatoslav Vakarčuk, byla Rudyk zvolena jeho náhradnicí.
Na stranickém sjezdu Hlasu 29. července 2021 bylo ze strany vyloučeno sedm poslanců, z nichž pět již dříve sepsalo prohlášení o vystoupení ze strany, protože bylo nespokojeno s, podle nich, "upevňováním kontroly Kiry Rudyk nad stranou".